# Schiffbrücke über den Bosporus
Die Schiffbrücke über den Bosporus war eine Schwimmbrücke, die der persische Großkönig Dareios I. im Jahre 513 v. Chr. anlässlich seines Feldzuges gegen die Skythen bauen ließ, um mit seinem Heer von Asien über den Bosporus nach Thrakien (in dem heutigen europäischen Teil der Türkei und in Bulgarien) zu gelangen.
Sie ist die erste Schiffbrücke, über die der griechische Geschichtsschreiber Herodot in seinen Historien berichtet. Sie war jedoch nicht die erste Schiffbrücke der Antike, wie oft verkürzt und deshalb unzutreffend geschrieben wird, sondern nur die erste, deren Existenz in einem Bericht überliefert wurde. Aus Herodots schlichter Erwähnung, dass Dareios I. zur Vorbereitung seines Feldzuges neben der Abordnung von Soldaten und Kriegsschiffen auch die Überbrückung des Bosporus anordnete, lässt sich ablesen, dass der Bau von Schiffbrücken zu dieser Zeit bereits routiniert beherrscht wurde, auch wenn eine Brücke über den breiten Bosporus eine herausragende Leistung war.
Zum Ort der Brücke wird von Herodot nur ungefähr angegeben, sie sei auf halbem Wege zwischen Byzantion und dem Tempel am Ausgang des Bosporus zum Pontos Euxeinos, also zum Schwarzen Meer, gebaut worden. Man nimmt deshalb an, dass sie etwas südlich der heutigen Fatih-Sultan-Mehmet-Brücke, der zweiten neuzeitlichen Bosporus-Brücke, in der Nähe der Rumeli-Festung gelegen habe. Der Bosporus ist dort rund 800 m breit und 67 m tief. In der Karte des antiken Bosporus von 1784 hat Jean-Denis Barbié du Bocage die Lage der Brücke sogar eingezeichnet.
Die Brücke wurde unter der Leitung des Mandrokles von Samos gebaut, aber Herodot berichtet keine technischen Einzelheiten über sie. Er erwähnt zwar, dass Dareios I. auf diesem Feldzug ein Heer von 70.000 Mann und eine Flotte von 600 Schiffen gehabt habe, aber dem ionischen Flottenteil schon vor der Überquerung des Bosporus befohlen habe, zur Donau weiterzufahren, um dort eine Schiffbrücke oberhalb des Deltas vorzubereiten., wahrscheinlich bei Isaccea. Wegen der großen Tiefe des Bosporus war es nicht möglich, die Schiffe wie sonst üblich an Bug und Heck zu verankern. Die Schiffe müssen deshalb an langen Seilen befestigt worden sein und in der Strömung einen leicht gekrümmten Bogen über den Bosporus gebildet haben. Die Brücke war deshalb etwa 10 % länger als die geradlinig gemessene Distanz von Ufer zu Ufer, also rund 880 m lang. 
Man kann annehmen, dass die Brücke aus Pentekonteren (oder vergleichbaren Schiffen) bestand, die laut Herodot auch bei den späteren Schiffbrücken über den Hellespont eingesetzt wurden. Legt man dann eine Schiffsbreite von 4 m und einen Zwischenraum von 3 m zwischen den Schiffen zugrunde, ergibt sich eine Brücke aus 125 Schiffen. 
Dareios I. war jedenfalls mit der Brücke zufrieden, belohnte Mandrokles reichlich und zog mit seinem Heer über die Brücke Richtung Donau.